# Sophronica lineatopunctata
Sophronica lineatopunctata là một loài bọ cánh cứng trong họ Cerambycidae.